# Джеки (автогонщик)
Джеки (итал. Geki) — гоночный псевдоним Джакомо Руссо (итал. Giacomo Russo, 23 октября 1937, Милан — 18 июня 1967, Казерта) — итальянский автогонщик. Пилот итальянских младших «Формул», также он принял участие в трёх итальянских Гран-при Формулы-1 в 1964—1966 годах. Он не смог пройти квалификацию за рулём частного болида Brabham команды Rob Walker Racing Team в 1964 году, а в двух остальных Гран-при принимал участие за команду Team Lotus. Не набирал очков в зачёт чемпионата мира.
Являлся трёхкратным чемпионом Формулы-3, выигрывал чемпионаты с 1961 по 1964 год.
Погиб в аварии на гонке Итальянской Формулы-3 в Казерте в 1967 году. После крупной аварии Эрнесто Брамбиллы, Клея Регаццони, Юрга Дублера, Романо «Тигра» Пердоми и Коррадо Манфредини, другой пилот, Бит Фер, остановил свой болид, вылез из него и побежал по трассе, чтобы предупредить приближающихся гонщиков о разбитых автомобилях впереди. В следующей группе пилотов ехал Джеки, который не смог объехать Фера, и тот погиб. Matra Джеки разбилась о стену и загорелась. Пилот был выброшен из своего болида и получил травмы, несовместимые с жизнью. Пердоми также погиб.

## Результаты выступлений в Формуле-1
| Легенда к таблице |                                                                    |
| --- | ------------------------------------------------------------------ |
| В таблице перечислены результаты всех Гран-при Формулы-1, в которых принимал участие гонщик. Строками таблицы являются сезоны, столбцами — этапы чемпионата мира. В каждой клетке указаны сокращённое название этапа и результат, дополнительно обозначенный цветом. Расшифровка обозначений и цветов представлена в нижеследующей таблице. |                                                                    |
| \| Пример \| Описание \| \| ------------ \| ------------------------------------------------------------------ \| \| 1 \| Победитель \| \| 2 \| Второе место \| \| 3 \| Третье место \| \| 5 \| Финишировал, заработав очки \| \| Сход \| Не финишировал, но при этом заработал очки \| \| 12 \| Финишировал, не получив очков \| \| НКЛ \| Финишировал, но не попал в финальную классификацию \| \| 15 \| Участвовал вне зачёта, либо по отдельной классификации \| \| 18 \| Не финишировал, но попал в финальную классификацию \| \| Сход \| Не финишировал \| \| НКВ \| Не прошёл квалификацию \| \| НПКВ \| Не прошёл предквалификацию \| \| ДСК \| Дисквалифицирован \| \| ИСК \| Исключён из протокола соревнований \| \| ТТ \| Заявлен для участия только в тренировках \| \| НС \| Участвовал в квалификации, но не стартовал в гонке \| \| Т \| Травмирован или болен \| \| ОТК \| Отказ от участия \| \| НТР \| Прибыл на соревнования, но на трассу не выезжал \| \| НПР \| Был заявлен в числе участников, но не прибыл к началу соревнований \| \| О \| Соревнования отменены \| \| \| Не участвовал \| \| Поул-позиция \| \| \| Быстрый круг \| \| |                                                                    |
| Пример | Описание                                                           |
| 1 | Победитель                                                         |
| 2 | Второе место                                                       |
| 3 | Третье место                                                       |
| 5 | Финишировал, заработав очки                                        |
| Сход | Не финишировал, но при этом заработал очки                         |
| 12 | Финишировал, не получив очков                                      |
| НКЛ | Финишировал, но не попал в финальную классификацию                 |
| 15 | Участвовал вне зачёта, либо по отдельной классификации             |
| 18 | Не финишировал, но попал в финальную классификацию                 |
| Сход | Не финишировал                                                     |
| НКВ | Не прошёл квалификацию                                             |
| НПКВ | Не прошёл предквалификацию                                         |
| ДСК | Дисквалифицирован                                                  |
| ИСК | Исключён из протокола соревнований                                 |
| ТТ | Заявлен для участия только в тренировках                           |
| НС | Участвовал в квалификации, но не стартовал в гонке                 |
| Т | Травмирован или болен                                              |
| ОТК | Отказ от участия                                                   |
| НТР | Прибыл на соревнования, но на трассу не выезжал                    |
| НПР | Был заявлен в числе участников, но не прибыл к началу соревнований |
| О | Соревнования отменены                                              |
| | Не участвовал                                                      |
| Поул-позиция |                                                                    |
| Быстрый круг |                                                                    |

| Сезон | Команда                | Шасси        | Двигатель                   | Ш | 1   | 2   | 3   | 4   | 5   | 6   | 7     | 8        | 9   | 10  | Место | Очки |
| ----- | ---------------------- | ------------ | --------------------------- | - | --- | --- | --- | --- | --- | --- | ----- | -------- | --- | --- | ----- | ---- |
| 1964  | RRC Walker Racing Team | Brabham BT11 | BRM P56 1,5 V8              | D | МОН | НИД | БЕЛ | ФРА | ВЕЛ | ГЕР | АВТ   | ИТА НКВ  | США | МЕК | —     | 0    |
| 1965  | Team Lotus             | Lotus 25     | Coventry-Climax FWMV 1,5 V8 | D | ЮАР | МОН | БЕЛ | ФРА | ВЕЛ | НИД | ГЕР   | ИТА Сход | США | МЕК | —     | 0    |
| 1966  | Team Lotus             | Lotus 33     | Coventry-Climax FWMV 2,0 V8 | F | МОН | БЕЛ | ФРА | ВЕЛ | НИД | ГЕР | ИТА 9 | США      | МЕК |     | —     | 0    |